# 웨스틀랜드 시 킹
웨스트랜드 시 킹(Westland Sea King)은 미국의 SH-3 시 킹 헬기를 영국 웨스트랜드사가 면허생산한 것이다. 최대이륙중량 10톤으로 AH-64 아파치, 블랙호크, NH90과 같은 무게이다.

## 임무

### 조기경보기

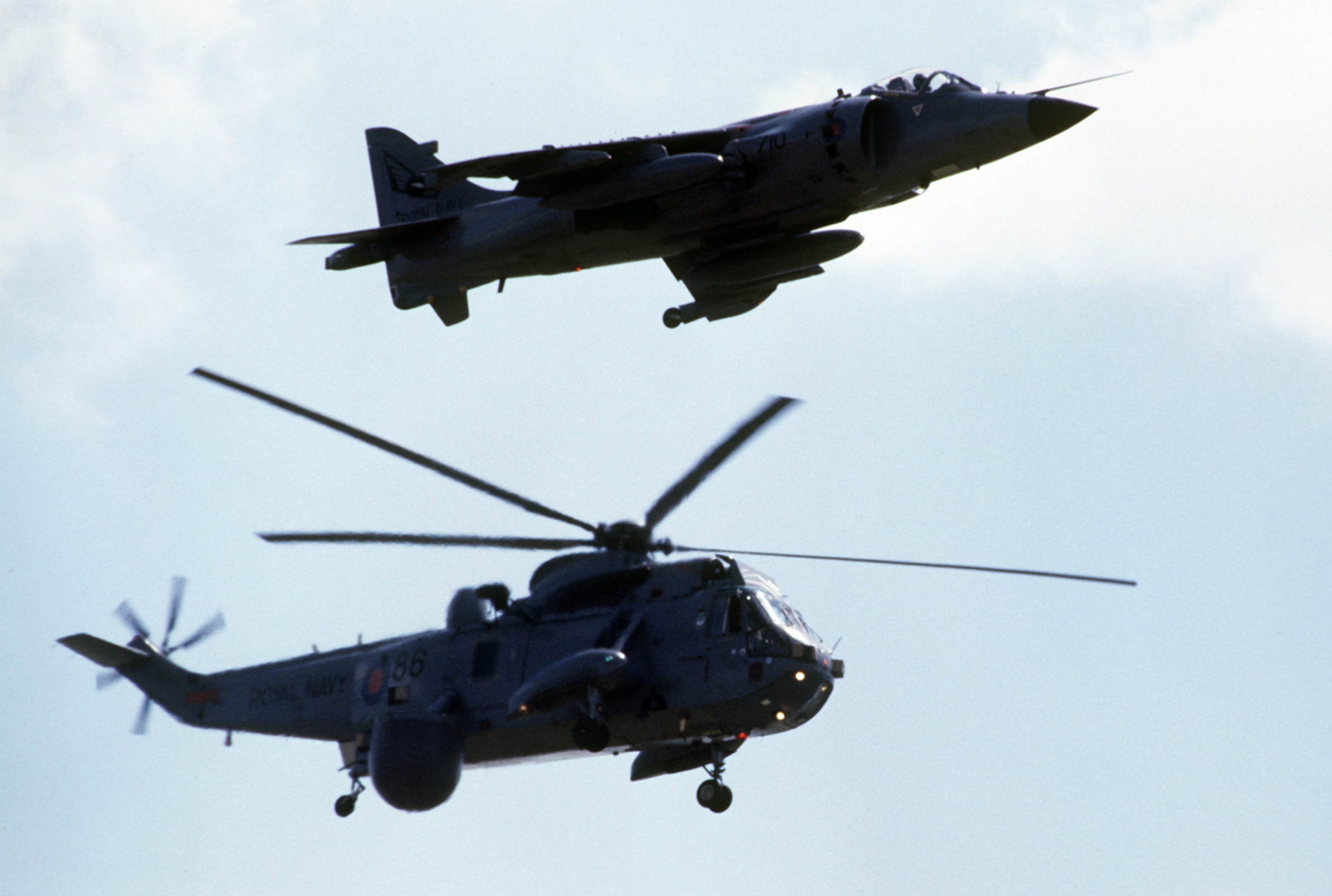
해리어와 시킹조기경보헬기

시킹ASaC7 (Airborne Surveillance and Control Mk.7)은 처음에는 시킹AEW7로 불렸다. 시킹ASaC7의 주요 임무는 저고도에서 날라오는 적기를 탐지하는 것이다. 또한 수상함에서 발사된 미사일이 수평선 넘어의 목표물을 공격할 수 있도록 조준해 준다. 동시 추적 목표물이 구형은 250개였는데, 시킹ASaC7은 400개를 추적한다.
시킹ASaC7은 퀸 엘리자베스급 항공모함을 위해 개발되고 있는 차세대 조기경보 시스템에 의해 대체될 때까지 영국 항공모함의 조기경보기로 사용될 것이다.

## 사용국가
- 오스트레일리아
- 벨기에
- 이집트
- 독일
- 인도
- 영국
- 말레이시아
- 노르웨이
- 파키스탄
- 카타르
- 시에라리온
- 노르웨이

## 제원 (Sea King HAS.5)
정보의 출처: Omnifarious Sea King
일반 특성
- 승무원: Two to four, depending on the mission
- 길이: 55 ft 10 in[2] (17.02 m)
- 로터직경: 62 ft 0 in (18.90 m)
- 높이: 16 ft 10 in (5.13 m)
- 원판면적: 3,020 ft² (280 m²)
- 공허중량: 14,051 lb (6,387 kg)
- 탑재중량: 21,000 lb (9,525 kg)
- 최대이륙중량: 21,400 lb (9,707 kg)
- 엔진: 2× Rolls-Royce Gnome H1400-2 turboshafts, 1,660 shp (1,238 kW)  각각
- 프로펠러: Five bladed rotor

성능
- 최대속도: 129 mph (112 knots, 208 km/h) (max cruise at sea level)
- 항속거리: 764 mi (664 nmi, 1,230 km)
- 상승한도: 10,000 ft[출처 필요] (3,050 m)
- 상승률: 2,020 ft/min (10.3 m/s)

무장
- 4× Mark 44, Mark 46 or Sting Ray torpedos, or 4× Depth charges

## 같이 보기
- SH-3 시 킹
- 아구스타웨스트랜드 AW101 - 메를린 헬기. 이탈리아 해군은 항공모함 조기경보기로 메를린을 사용한다. 시킹의 최대이륙중량은 10톤인데, 메를린은 15톤이다.